# Norihiro Yagi
Norihiro Yagi (jap. 八木 教広, Yagi Norihiro; * 1968 in der Präfektur Okinawa, Japan) ist ein japanischer Manga-Zeichner.
Seine erste Veröffentlichung hatte Yagi 1990 mit der Kurzgeschichte UNdeadman, für die er den Akatsuka-Preis, einen Nachwuchspreis für junge Zeichner von Gag-Manga, des Manga-Magazins Gekkan Shōnen Jump gewann. In diesem Magazin brachte er von 1993 bis 2000 auch seine erste Serie heraus, Angel Densetsu (エンジェル伝説). Diese Komödie umfasst etwa 2.900 Seiten, die der Shūeisha-Verlag auch in 15 Sammelbänden herausgab. Darin geht es um einen Jugendlichen, der zwar ein gutes Herz hat, aber aufgrund seines hässlichen Aussehens stets für einen Schläger gehalten wird.
Von 2001 bis 2014 arbeitete er für Gekkan Shōnen Jump bzw. seit dessen Einstellung für Jump Square an dem Manga Claymore – Schwert der Rache, der aus ungefähr 5.000 Seiten in 27 Sammelbänden besteht. Die in einer mittelalterlichen Welt angesiedelte Serie handelt von einer Kriegerin namens Clare und ihren Gefährtinnen, die als Claymore gegen die die Menschen bedrohenden Ungeheuer kämpfen müssen. Der Fantasy-Manga wurde 2007 in Japan über vier Millionen Mal verkauft und 2007 als Anime-Fernsehserie umgesetzt.
Sein Werk wird ins Indonesische, Englische, Französische, Spanische, Deutsche, Chinesische, Koreanische und Italienische übersetzt.